# Singok-dong
Singok-dong (koreanska: 신곡동) är en stadsdel i staden Uijeongbu i provinsen Gyeonggi i den norra delen av Sydkorea, 20 km norr om huvudstaden Seoul.

## Indelning
Administrativt är Singok-dong indelat i:
| Namn    | Namn              | Yta km² | Invånare 31 dec 2020 |
| ------- | ----------------- | ------- | -------------------- |
| 신곡1동 | Singok 1(il)-dong | 2,56    | 44 161               |
| 신곡2동 | Singok 2(i)-dong  | 2,82    | 48 436               |